# 黎桓
黎 桓（れい かん、レ・ホアン、ベトナム語：Lê Hoàn / 黎桓）は、前黎朝大瞿越の創始者。後世には黎大行（レ・ダイ・ハイン、ベトナム語：Lê Đại Hành / 黎大行）とも称される。

## 生涯
愛州清蓮県（現在のハナム省タインリエム県）に黎覔と鄧氏の子として生まれる。先祖は桂州陽朔県の出身であると伝えられる。幼くして両親を失い、同じ愛州の黎観察に養育されて成長した。
初め丁部領に仕えて十二使君の乱の平定に貢献し、丁朝が成立すると十道将軍殿前都指揮使に任じられている。太平10年（979年）に丁部領とその長男の丁璉が祗候内人の杜釈によって殺害されると、後継の次男の丁璿は幼少であったため、黎桓は丁部領の皇后であった楊雲娥と私通し、副王を称して丁朝の実権を掌握した。定国公阮匐や外甲の丁佃・范盍らは、黎桓の専権に反発して挙兵したが、兵力に優っていた黎桓はこれらを鎮圧している。この内乱の時期に北宋は邕州知州であった侯仁宝の安南回復の建議を採用し、水陸両路から侯仁宝ら率いる宋軍が侵攻してきた（白藤江の戦い）。この国難を乗り切るべく丁朝の朝臣に推された黎桓は980年に皇帝に即位、前黎朝を建てた。はじめ大瞿越軍は不利であったが奇襲して宋軍を破った。後に黎桓は北宋からの冊封を求め、北方の契丹の脅威に晒されていた北宋も黎桓を冊封、興統5年（993年）には交趾郡王に、応天4年（997年）には南平王に封じて前黎朝を承認した。
天福3年（982年）にはチャンパに親征してその王都のインドラプラを攻め落とし、臣称して貢納を納めるよう迫った。前黎朝の国内統治の実質は軍政で、法治は峻厳で刑罰は重かった。運河を開鑿して経済の発展を見た。また11人の子を分封して王とし各地の守備・統治に当たらせている。応天9年（1002年）には全国十道を路・州・府に改めるなど地方制度の確立を図ったが、諸王間の内訌は続き、また地方豪族の反抗、農民反乱や少数民族の蜂起が多発するなど政情は不穏であった。黎桓はこれらの抵抗に対して過酷な鎮圧を行ったと史書に記されている。応天6年（999年）に少数民族である芒人の乱を平定する際には河蛮洞（現在のタインホア省タックタイン県）など四十九洞を陥とし乱を平定している。応天12年（1005年）、長春殿において64歳で崩御した。死後、皇太子であった三男の南封王黎龍鉞が即位した。

## 子女
男子は11人の子と1人の養子がいた。

### 子
1. 擎天大王 黎龍鍮（ベトナム語版） - 皇太子に立てられたが早世した。
2. 東城大王 黎龍錫（ベトナム語版）（黎龍銀）
3. 中宗 黎龍鉞 （第2代皇帝）
4. 御蛮王 黎龍釘（ベトナム語版）
5. 「臥朝皇帝」開明大王 黎龍鋌 （第3代皇帝）
6. 御北王 黎龍釿（ベトナム語版）
7. 定藩王 黎龍鏦（ベトナム語版）
8. 副王 黎龍鏘（ベトナム語版）
9. 中国王 黎龍鏡（ベトナム語版）
10. 南国王 黎龍鋩（ベトナム語版）
11. 行軍王 黎龍鍉（ベトナム語版）
12. 貞明皇后 黎氏仏銀（ベトナム語版） - 李公蘊（李朝初代皇帝李太祖）に嫁した。

### 養子
1. 扶帯王 楊熙璉 - 楊三哥の孫。はじめ黎桓には子がなかったため養子とした。

## 参考資料
- 『欽定越史通鑑綱目（中国語版）』
- 陳荊和編校『校合本 大越史記全書』（上）本紀巻之1　黎紀　大行皇帝（東京大学東洋文化研究所附属東洋学文献センター刊行委員会）